# Baeonectes pygmaea
Baeonectes pygmaea is een pissebeddensoort uit de familie van de Munnopsidae. De wetenschappelijke naam van de soort is voor het eerst geldig gepubliceerd in 1870 door Sars.